# Histricostoma creticum
Histricostoma creticum is een hooiwagen uit de familie aardhooiwagens (Nemastomatidae). De originele naamcombinatie (protoniem) was Nemastoma creticum Roewer, 1928. Een volgende naamrecombinatie werd gepubliceerd als Mitostoma creticum (Roewer, 1928), maar vervolgens gewijzigd als Centetostoma creticum (Roewer, 1928) in Kratochvíl 1958, en Histricostoma creticum in Martens 1978.